# Martin Schulz
Martin Schulz (* 20. prosince 1955 Hehlrath, dnes součást Eschweileru) je německý politik, jenž byl v letech 2012–2017 předsedou Evropského parlamentu. Byl poslancem Evropského parlamentu za Sociálně demokratickou stranu Německa od roku 1994 do roku 2017, kdy se této pozice vzdal, aby v německých spolkových volbách vedl kandidátku SPD. V letech 2004–2012 byl předsedou evropské parlamentní politické skupiny Pokrokové spojenectví socialistů a demokratů. Jako jediný v Evropském parlamentu Schulz neměl maturitu.
19. března 2017 byl jednomyslně zvolen předsedou Sociálnědemokratické strany Německa. V únoru 2018 jej ve funkci nahradil Olaf Scholz.

## Život
Narodil v roce 1955 v Hehlrath se jako nejmladší z pěti dětí. Jeho otec byl policista, matka v domácnosti.
V letech 1966 až 1974 navštěvoval soukromé katolické gymnázium. Poté, co musel dvakrát opakovat 11. třídu nebyl kvůli špatným studijním výsledkům připuštěn k maturitě.
Schulz je jeden z mála politiků, který nikdy neskrýval svůj problém s alkoholem. Už jako student hodně pil. Po vyhození ze školy se jeho pití stalo závislostí. Od 19 do 24 let byl nezaměstnaný a hrozilo mu i nucené vystěhování. Během této doby se vyučil knihkupcem. Ze závislosti mu pomohl až jeho bratr. Od roku 1980 je Schulz abstinent.
Než se Schulz stal politikem, živil se prodejem knih. V letech 1987 až 1998 byl starostou města Würselen.
Poslancem EP je od roku 1994.
Na post předsedy Evropského parlamentu, který vykonával od roku 2012, rezignoval 18. června 2014, funkce se pak do 1. července 2014 ujal první místopředseda EP Gianni Pittella. Na první schůzi nově zvoleného Evropského parlamentu byl pak Schulz znovuzvolen do jeho čela, tuto funkci bude vykonávat a pobírat plat 29.000 Eur měsíčně do roku 2016.
V lednu roku 2017 se Martin Schulz rozhodl již o funkci předsedy EP dále neucházet, předsedou EP byl tak zvolen italský kandidát Antonio Tajani. Následně se Schulz stal kandidátem německé sociální demokracie na úřad spolkového kancléře.
Schulz mluví kromě němčiny také plynně francouzsky, anglicky, nizozemsky, italsky a trochu španělsky.

## Politické postoje
Schulz v prosinci 2015 kritizoval polskou vládní stranu Právo a spravedlnost (PiS) a prohlásil o situaci v Polsku: „To, co se tam děje, má charakter státního převratu.“ V reakci na tato slova polská premiérka Szydłová od Schulze požadovala omluvu.
Jako předseda EP Schulz prosazoval přerozdělování uprchlíků mezi unijní země na základě povinných kvót a varoval evropské země, že není možné čerpat podporu z fondů EU a zároveň odmítat přerozdělení migrantů.
Amerického prezidenta Donalda Trumpa označil Schulz za „nebezpečí pro demokracii“. Trumpův protiimigrační dekret o dočasném zákazu vstupu občanů sedmi převážně muslimských zemí do USA je podle Schulze „nesnesitelný“.